# جوش ماغواير (لاعب دوري الرغبي)
جوش ماغواير (بالإنجليزية: Josh McGuire)‏ هو لاعب دوري الرغبي أسترالي، ولد في 2 مارس 1990 في بريزبان في أستراليا.

## روابط خارجية
- جوش ماغواير على موقع ItsRugby.co.uk (الإنجليزية)